# 2ГІС
«2ГІС» (також 2GIS, 2ГИС; до ребрендингу в 2011 році — «ДубльГіс») — російська картографічна компанія, що випускає однойменні електронні довідники з картами міст з 1999 року. На території України, роботу 2GIS, за рішенням влади країни від 27 травня 2023 року — припинено. Google також визначає російський навігатор 2GIS, як шкідливий та пропонує користувачам його видалити.
Головний офіс «2ГІС» знаходиться в Новосибірську. Компанія має довідники для багатьох міст Росії, а також деяких міст за кордоном — у Казахстані, Італії, Чехії, Чилі, ОАЕ, Киргизстані, Узбекистані, Азербайджані і Кіпрі.
За даними компанії на березень 2021 року, карти-довідники 2ГІС містять 18,5 тис. населених пунктів (з них 666 міст) в 11 країнах, а їхня місячна аудиторія перевищила 50 мільйонів користувачів. Сервіс щодня обробляє понад 2,2 млн пошукових запитів.
Усі версії 2ГІС, як і оновлення до них, безкоштовні для користувачів. Основне джерело доходів компанії «2ГІС» — продаж рекламних місць на карті і в довіднику (банер, місце в списку, додатковий текст).
Входить у десятку найбільших інтернет-компаній Росії за версією журналу «Форбс». У 2018 році журнал оцінив вартість компанії в 211 млн доларів. У 2019 році компанія «2ГІС» посіла 8-ме місце в рейтингу «20 найдорожчих компаній Рунета-2019», опублікованому журналом «Форбс». За оцінками експертів, вартість компанії в 2019 році склала 243 млн доларів.

## Історія компанії

### Поява ДубльГіс
Проєкт зародився всередині новосибірської компанії «Техноград плюс». Вона займалася виробництвом професійних географічних інформаційних систем на замовлення НГТС та інших організацій. На масовому ринку «Техноград плюс» пропонував кілька накладів компакт-дисків із картою Новосибірська. Також компанія випустила CD «Будівельні фірми та організації» — додаток до газети «Будівництво».
У 1998 році, після кризи, багато замовників «Технограда плюс» виявилися не в змозі оплачувати дорогі розробки «не першої необхідності». Виникла потреба в пошуку нових клієнтів і способів застосування ГІС. Більш того, з випущених раніше тиражів компакт-дисків розійшлася маса піратських копій, і продавати їх стало безглуздо.
Було прийнято рішення випустити безкоштовний продукт, який буде служити демоверсією професійної ГІС. Досвід із газетою «Стройка» показав, що електронний довідник, об'єднаний із картою міста, може бути цікавий рекламодавцям. Олександр Сисоєв сформулював концепцію нового проєкту: безкоштовне розповсюдження і окупність за рахунок реклами. Продукт отримав назву ДубльГИС: геоінформаційна система плюс Міський Інформаційний Довідник.

### Перші роки
Перший випуск Дубльгіс вийшов 25 квітня 1999 року. Навесні 2001 року був розроблений інтерфейс ДубльГіс 2.0, трохи пізніше відкрився сайт www.2gis.ru і з'явився сервіс оновлень.
Перший час компанія намагалася співпрацювати зі сторонніми організаціями — купувала бази даних, зверталася в Рекламні агентства, запрошувала фахівців для створення рубрикатора. Але ця практика виявилася неефективною. Компанією було прийнято рішення розвивати власні служби по кожному з основних бізнес-процесів. Тому в тому ж 2001 році почав формуватися Інформаційний відділ і відділ продажів.
У 2002 році додаток Дубльгіс вперше було безкоштовно доставлено на компакт-диск у 15 тисяч офісів Новосибірська.

### Подальший розвиток
У 2004 році проєкт був виділений у самостійну бізнес-одиницю — ТОВ «ДубльГИС». Того ж року було відкрито першу філію ТОВ «ДубльГИС» в Омську, а також були укладені договори комерційної концесії з партнерами в Томську, Барнаулі та Новокузнецьку. З цього моменту почалася експансія ДубльГИС у міста Росії.
У 2006 році випущені онлайн-версія довідника і версія для КПК на базі Windows Mobile. ДубльГИС у Новосибірську розділився на керуючу компанію і філію для продажу рекламних позицій.
У 2007 році відкрилася франшиза в Одесі та філії в Челябінську і Пермі.
У 2011 році компанія проводить ребрендинг, у результаті якого продукти отримують назву 2ГІС (ДваГІС). Через 12 років після першого випуску 2ГІС приходить до столиці Росії — випущений довідник Москви. Реліз мобільних додатків для Android і iOS.
У 2012 році 2ГІС виходить в італійських містах Венеції та Падуї. Це перший випуск за межами СНД.
У 2013 році компанія заробила 3 млрд рублів, відбувається чергове оновлення фірмового стилю. Зарубіжна експансія триває: 2ГІС з'являється в Чехії і на Кіпрі. Виходить додаток для Windows Phone. Анонсована концепція і інтерфейс нового 2ГІС.
2014 рік: ще кілька нових ринків, у тому числі Чилі. У серпні 2014 року виходить карта Дубая, запущена вебверсія 2gis.ua.
У грудні 2014 року компанія серйозно розширила головний офіс у Новосибірську, викупивши половину 22-поверхового новосибірського бізнес-центру «Сан Сіті». Сума операції склала більше 1 млрд рублів, кредит на покупку видав Сбербанк.
У 2015 році увійшла в десятку кращих роботодавців Росії за версією HeadHunter.
У жовтні 2015 року «2ГІС» вперше привертає часткове фінансування. Фонди Baring Vostok і ru-Net виділили компанії 40 млн доларів на розробку нових продуктів, активне просування в Москві, Санкт-Петербурзі та інших великих містах Росії, а також запуск сервісу на зарубіжних ринках, що розвиваються.
У листопаді 2015 року «2ГІС» виходить у Киргизію, першим містом присутності став Бішкек.
У листопаді 2016 року компанія відмовилася від проєктів, що не набрали очікуваної аудиторії, і провела оптимізацію штату. Президент компанії Віра Гармаш заявила, що оптимізація торкнулася менше 5 % фахівців керуючої компанії і мережі власних філій.
У цьому ж місяці «2ГІС» і «Рамблер» оголосили про початок співпраці. Його першим результатом став єдиний пошук організацій по всіх містах Росії на сайтах Rambler & Co.
У квітні 2017 року 2ГІС запустив пішохідну навігацію з побудовою піших маршрутів на своїх картах.
У липні 2017 року компанія випустила туристичні путівники по найбільших містах у країнах присутності. Путівники включають описи основних визначних пам'яток, громадського харчування та шопінгу.
У листопаді 2017 року компанія уклала угоду про співпрацю з китайською компанією Huawei. У результаті на смартфонах Huawei і Honor, які продаються в Росії, почали встановлювати додаток 2ГІС. Раніше сервіс почали встановлювати на свої російські моделі компанії LG, Fly, DEXP і Micromax.
У березні 2018 року Apple вбудувала дані про компанії з довідника 2ГІС у свої російські карти.
У квітні 2018 року на картах 2ГІС з'являються Дорожні події: інформація про камери контролю швидкості, ДТП, ями і так далі. Сервіс дозволяє користувачам публікувати на карті не тільки повідомлення про інциденти, але і їх фото.
У червні 2019 стало доступно відстеження руху громадського транспорту на мапі.
У серпні 2019 року «2ГІС» запрацював в Узбекистані, першим містом став Ташкент.
Лише у листопаді 2019 року в «2ГІС» з'явилася глобальна карта Росії і з'явилася можливість побудувати міжміський маршрут.
У червні 2020 року 72 % компанії «2ГІС» купує «Сбербанк», ще 3 % компанії відходить ТОВ «О2О Холдинг» — спільному підприємству "Сбербанк"а і Mail.ru Group.
У квітні 2021 року «2ГІС» оголосив про інвестиції та придбання 47 % білоруської компанії RocketData (юридична особа — ТОВ «Дата Делівері»), яка розвиває b2b-сервіси по управлінню відгуками, даними в онлайн-довідниках, на мапах та в соцмережах.
4 грудня 2023 року інтернет-видання «Важные истории» повідомило, що компанія 2ГІС доручила своїм співробітникам зібрати дані про гей-клуби России.

## Бренд
До ребрендингу 2011 року продукти компанії називалися ДубльГИС. Назва відображала суть продукту: карта і довідник, тобто Геоінформаційна система і міський інформаційний довідник.
У 2011 році компанія провела ребрендинг. Повністю змінився фірмовий стиль, а продукт отримав назву 2ГІС (ДваГІС). Однією з цілей перейменування була підготовка до випуску довідника в СНД і далекому зарубіжжі — 2GIS кожен може читати так, як це вимовляється на його рідній мові, що простіше, ніж вимовляти «ДубльГИС».

## Продукти

### API 2ГІС
Набір інструментів для роботи з картографічним та довідковим контентом. На ньому працюють як деякі продукти 2ГІС, так і партнерські сервіси. Доступний за адресою dev.2gis.ru [Архівовано 31 жовтня 2020 у Wayback Machine.]

### Онлайн-версія
Доступна за адресою 2gis.ru [Архівовано 10 березня 2022 у Wayback Machine.]. Включає в себе карту, довідник організацій, пошук проїзду на громадському і особистому транспорті, лінійку для вимірювання відстаней, відображення пробок у деяких містах. Працює на API 2ГІС.

### Мобільна версія
Є на платформах iOS, Android, Windows Phone, Symbian, Windows Mobile. Версія для Android також перенесена на Blackberry OS і MeeGo. Версії для iOS, Android, BB і MeeGo включають у себе той же набір функцій, що і 2ГІС для ПК, плюс відображення пробок. Для Symbian, Windows Mobile і Android 1.6—2.1 остання версія баз даних міст — березень 2014 року, остання версія програми — від 1 квітня 2013 року.
З грудня 2020 припинилося оновлення бази міст для третьої версії 2ГІС.

### Версія для ПК
Працює без необхідності підключення до інтернету (оффлайн), оновлення баз міст виходять щомісяця Цікава особливість — тривимірна векторна карта.

### 2GIS Dialer
«Дзвонилка» для Android, що працює з API 2ГІС. Визначає вхідні дзвінки з організацій і дозволяє знаходити потрібні номери в каталозі організацій.

### 2GIS для браузерів
Розширення для популярних браузерів, що надає додаткову інформацію про організацію, на сайті якої знаходиться користувач. Також працює на API 2ГІС.

### Аптеки 2ГІС
Мобільний додаток допомагає знайти потрібні ліки, порівнюючи ціни на них у найближчих аптеках.

### Навігатор
У серпні 2016 року виходить автомобільний навігатор із підказками по маршруту і голосовими вказівками.

## Дані 2ГІС
Компанія заявляє, що дотримується стандартів 95 % точності даних. Забезпеченням цих показників займаються ГІС-фахівці, що вивіряють карти на місцевості і контакт-центр, що актуалізує інформацію в довіднику.
Для кожної організації в довіднику наведені адреса, телефон, час роботи, інтернет-адреса і розташування входу в будівлю. Крім цього, у так званій картці компанії може міститися інформація, специфічна для роду діяльності організації. Наприклад, способи оплати, види кухні (для закладів громадського харчування), перелік послуг і т. ін.
Інформація в довіднику за наявними організаціям актуалізується чотири рази на рік фахівцями контакт-центру. Статистика міст з економічних сфер доступна публічно на сайті http://stat.2gis.ru [Архівовано 3 березня 2022 у Wayback Machine.]. На основі наявних даних фахівці компанії періодично проводять дослідження. Наприклад, рейтинг міст за спортивними школами, дослідження ресторанів національної кухні в Москві, дослідження назв організацій, аналіз поширеності платіжних систем у Росії, організації зимового прибирання міст.
Пошуковий движок 2ГІС може знаходити організації за запитами не тільки російською, а й мовами інших країн присутності проєкту. Також він знаходить будівлі по «народним» назвами (наприклад, за запитом «ленінка» в Москві, довідник запропонує інформацію про Російську державну бібліотеку).
Карти 2ГІС відмальовуються на основі супутникових знімків території, а потім вивіряються фахівцями-«пішоходами». Тривимірні моделі будівель виготовляються на основі знімків будівлі з декількох ракурсів.
«2ГІС» першою з російських компаній, що займаються електронними картами, стала збирати інформацію про розташування входів в організації.
У 2014 році в «2ГІС» з'явилися «Поверхи»: докладні схеми внутрішнього устрою торгових центрів. Вперше Поверхи були запущені з планами шести торгових центрів Москви.